# 고세이역
고세이역(일본어: 甲西駅, こうせいえき)은 일본 시가현 고난시에 있는 서일본 여객철도의 철도역이다.

## 역 구조
단식 1면 1선 형태의 지상역이다. 쓰게 방면 열차와 구사쓰 방면 열차가 한 승강장을 함께 사용한다.
구사쓰역 관할권에 있으며, 역 업무는 JR 서일본 교통 서비스가 대신 하고 있다. 이코카 및 제휴 교통카드의 사용이 가능하다.

## 역사
- 1981년 10월 1일 - 제36회 일본 국민 체육 대회의 개최에 맞추어, 일본국유철도 구사쓰 선 미쿠모 역 ~ 이시베 역 사이에 신설 개업.
- 1987년 4월 1일 - 민영화에 따라 서일본 여객철도의 소속이 되었다.
- 2003년 11월 1일 - 이코카의 사용이 개시되었다.

## 인접역
| 서일본 여객철도 구사쓰 선 | 서일본 여객철도 구사쓰 선 | 서일본 여객철도 구사쓰 선 |
| ------------------------- | ------------------------- | ------------------------- |
| 미쿠모 쓰게 방면          | ■ 구사쓰 선 보통          | 이시베 구사쓰 방면        |